# سید حسن میرحسینی

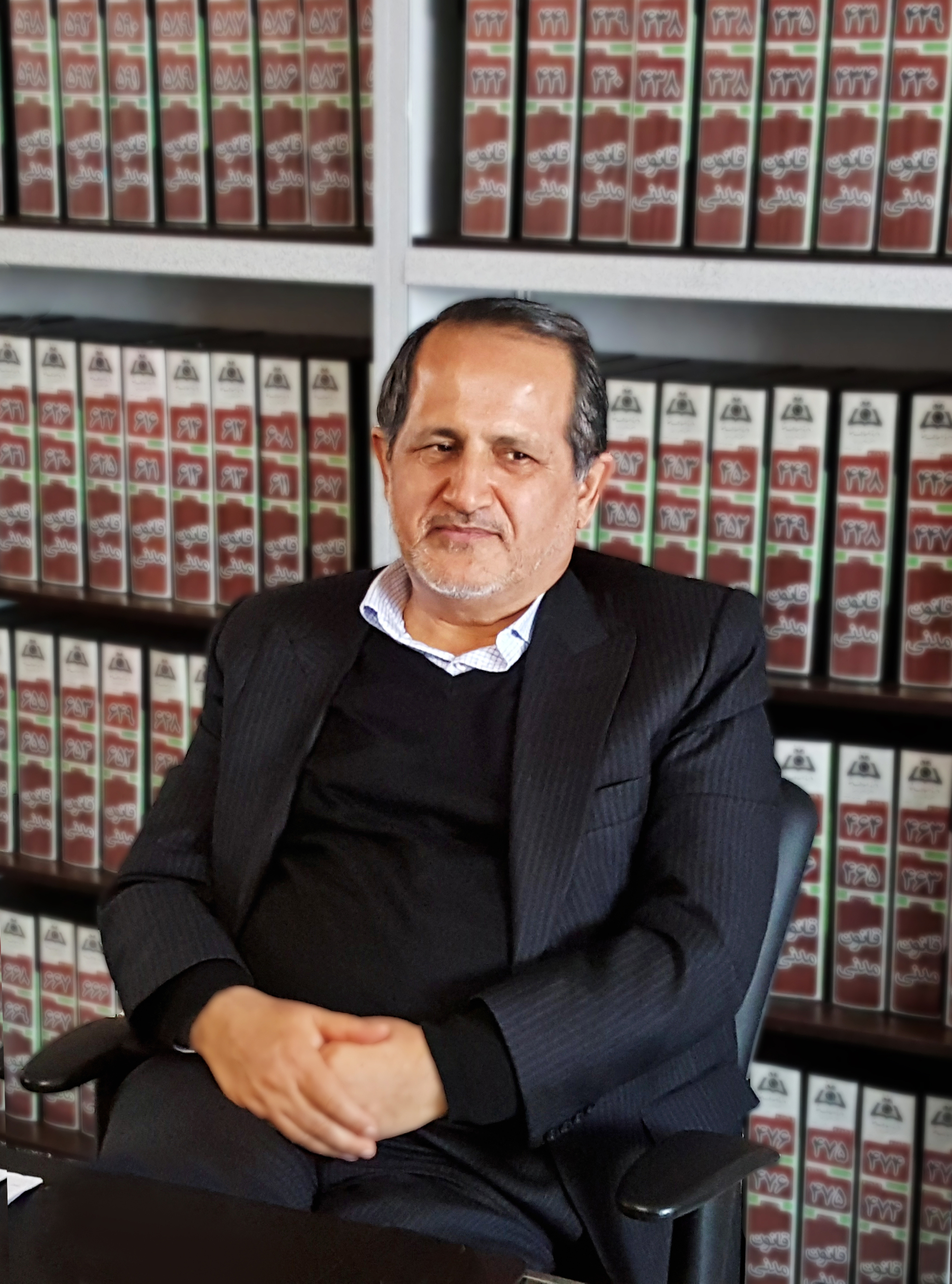
دکتر سید حسن میرحسینی

سید حسن میرحسینی (۱۳۳۷ رودسر)، حقوق‌دان ایرانی، وکیل دادگستری، استاد دانشگاه، عضو هیئت مدیره انجمن حقوق مالکیت فکری ایران و از نویسندگان مطرح در زمینهٔ حقوق مالکیت معنوی در ایران است. وی پیش از این دبیر شورای ملی هماهنگی و سیاستگذاری مالکیت فکری ایران و نمایندهٔ ایران در جلسات مجامع عمومی سالیانه سازمان جهانی مالکیت فکری بوده‌ است و در برخی کتاب‌های وی منبع اصلی درسی حقوق مالکیت فکری در دانشگاه‌های ایران می‌باشد.

## سوابق تحصیلی
- کارشناسی حقوق قضایی از دانشگاه تهران
- کارشناسی ارشد حقوق جزا و جرم‌شناسی از دانشگاه تهران
- دکترای حقوق جزا و جرم‌شناسی دانشگاه تربیت مدرس[۳]

## سوابق فعالیتهای علمی و پژوهشی
1. سوابق آموزشی طولانی در دانشگاههای کشور و تدریس دروس حقوق جزای عمومی، حقوق جزای اختصاصی، آیین دادرسی کیفری، حقوق مالکیت معنوی و حقوق ثبت.
2. شرکت در دوره های تخصصی خارج از کشور و اخذ گواهینامه مربوط در زمینه حقوق مالکیت معنوی.
3. شرکت و ارایه مقاله در سمینارهای مختلف علمی، داخلی، منطقه ای و بین المللی راجع به حقوق مالکیت معنوی.
4. استاد راهنما و مشاور و داور چندین پایان نامه در دوره های دکتری و فوق لیسانس دانشگاههای دولتی و آزاد کشور.
5. عضو گروه حقوق ثبت دانشگاه علوم قضایی
6. عضو گروه حقوق ثبت پژوهشگاه قوه قضائیه
7. عضو شورای علمی گروه حقوق مالکیت معنوی پژوهشگاه قوه قضائیه
8. عضو گروه برنامه ریزی تخصصی مدیریت و خدمات اجتماعی شورای برنامه آموزشی و درسی دانشگاه علمی کاربردی کشور
9. ناظر علمی چندین پروژه تحقیقاتی
10. نگارش مقدمه بر چندین اثر حقوقی[۱۸][۱۹][۲۰][۲۱]

### آثار

#### کتاب‌ها
1. مقدمه‌ای بر حقوق مالکیت معنوی
2. حقوق علائم تجاری
3. شرح آرای شورای عالی ثبت
4. حقوق نشانه‌های جغرافیایی
5. حقوق اختراعات
6. فرهنگ حقوق مالکیت ادبی و هنری
7. فرهنگ حقوق مالکیت صنعتی
8. حقوق طرح‌های صنعتی
9. حقوق تخلفات اداری[۲۲]
10. سقوط قصاص در نظام حقوقی اسلام و ایران
11. حقوق اسناد لازم الاجرا[۲۳]

#### مقالات
1. حمایت قانونی از ابداعات دارویی درپرتو مطالعهٔ تطبیقی
2. حق مؤلف در ایران: فرصت‌ها و چالش‌ها
3. اهمیت حقوق مالکیت فکری در توسعه پایدار
4. مالکیت فکری در نظام حقوقی ایران
5. ایده‌ها و برنامه‌های تحول و توسعه کانون سردفتران
6. با عضویت در سازمان جهانی مالکیت فکری حقوق طرف‌های تجاری حفظ می‌شود
7. اقتراح: مالکیت فکری، در نظام حقوقی ایران وضعیت امروز، چشم‌انداز فردا
8. میزگرد علمی؛ ترسیم سیستم‌های حمایتی در نوآوری و آزاداندیشی
9. نقش بازار سرمایه در توسعه مالکیت فکری[۲۴][۲۵]

## فعالیت در حوزه تقنین
1. مشارکت در تهیه قانون ثبت اختراعات، طرحهای صنعتی و علائم تجاری مصوب 1386
2. مشارکت در تهیه آیین نامه قانون ثبت اختراعات، طرحهای صنعتی و علائم تجاری مصوب 1387 رئیس قوه قضائیه
3. مشارکت در تهیه لایحه جامع حقوق مالکیت ادبی و هنری و حقوق مرتبط
4. مشارکت در تهیه قانون نشانه های جغرافیای و آیین نامه مربوطه
5. مشارکت در تهیه لوایح الحاق ایران به سازمان جهانی مالکیت معنوی، معاهده همکاری ثبت اختراع، موافقتنامه و پروتکل مادرید برای ثبت بین‏المللی علائم تجاری، موافقتنامه لیسبون در مورد حمایت از اسامی مبدا و ثبت بین المللی آنها، موافقت نامه مادرید در مورد جلوگیری از نصب نشانه‏ های منبع غیر واقعی یا گمراه کننده بر کالا
6. مشارکت در تهیه آئین نامه اجرایی مواد 2 و 17 قانون حمایت از پدید آورندگان نرم افزارهای رایانه ای

## سوابق فعالیت در حوزه های قضایی ـ اجرایی
1. دادیار دادسرای عمومی تهران
2. بازرس قضایی سازمان بازرسی کل کشور
3. قاضی دیوان عالی کشور
4. معاون امور اسناد سازمان اسناد و املاک کشور[۲۶]
5. معاون امور املاک سازمان اسناد و املاک کشور
6. مشاور وزیر دادگستری
7. دبیر شورای سیاستگذاری و هماهنگی حقوق مالکیت فکری کشور
8. عضو مؤسس انجمن مالکیت فکری ایران[۲۷]
9. عضو هیأت مدیره انجمن مالکیت فکری ایران[۲۸]
10. عضو دیوان داوری مرکز داوری اتاق بازرگانی ایران[۲۹]
11. عضو شورای عالی ثبت احوال
12. عضو کمیسیون حقوقی دبیرخانه مجمع تشخیص مصلحت نظام
13. عضو شورای هماهنگی حقوقی وزارت فرهنگ و ارشاد اسلامی
14. وکیل دادگستری [۱]